# Aekarach Raksa
Aekarach Raksa (thailändisch เอกราช รักษา, * 1. Juni 1981) ist ein ehemaliger thailändischer Fußballspieler.

## Karriere
Aekarach Raksa stand bis Ende 2013 beim Samut Prakan FC unter Vertrag. Wo er vorher gespielt hat, ist unbekannt. Der Verein aus Samut Prakan spielte in der dritten Liga, der damaligen Regional League Division 2. Hier spielte man in der Central/Eastern Region. 2014 wechselte er zum Samut Songkhram FC. Mit dem Verein aus Samut Songkhram spielte er zweimal in der ersten Liga, der Thai Premier League. Am Ende der Saison musste er mit dem Verein in die zweite Liga absteigen.
Nach dem Abstieg beendete er Anfang 2015 seine Karriere als Fußballspieler.